# Circus
Circus és un gènere d'aus de la família dels accipítrids (Accipitridae), dins l'ordre dels accipitriformes. S'ha classificat com a únic gènere de la subfamília dels circins (Circinae), però avui és ubicat en els accipitrins (Accipitrinae). Les diferents espècies reben genèricament el nom comú d'arpella o arpellot.
Sovint amb el nom d'arpella es fa referència a l'arpella vulgar (Circus aeruginosus), que és la més freqüent als Països Catalans, on a més es presenten l'arpella pàl·lida russa (Circus macrourus), l'arpella pàl·lida comuna o esparver d'estany (Circus cyaneus) i l'arpella cendrosa o esparver cendrós (Circus pygargus). Aquestes dos darreres, malgrat el seu nom vulgar, no tenen massa a veure amb els autèntics esparvers del gènere Accipiter.

## Taxonomia
Segons la classificació del Congrés Ornitològic Internacional (versió 12.2, 2022) aquest gènere està format per 16 espècies:
- Arpella comuna (Circus aeruginosus).
- Arpella oriental (Circus spilonotus).
- Arpella de Nova Guinea (Circus spilothorax).
- Arpella del Pacífic (Circus approximans).
- Arpella africana (Circus ranivorus).
- Arpella de la Reunió (Circus maillardi).
- Arpella de Madagascar (Circus macrosceles).
- Arpella de Buffon (Circus buffoni).
- Arpella pintada (Circus assimilis).
- Arpella negra (Circus maurus).
- Arpella pàl·lida comuna (Circus cyaneus).
- Arpella pàl·lida americana (Circus hudsonius).
- Arpella ventre-ratllada (Circus cinereus).
- Arpella pàl·lida russa (Circus macrourus).
- Arpella d'espatlles blanques (Circus melanoleucos).
- Arpella cendrosa (Circus pygargus).